# Тесницкий полигон
Тесницкий полигон — мемориал на месте расстрельного полигона, одно из мест массовых расстрелов и захоронений жертв Большого террора. Расположен в Тульской области, в Тесницком лесу, 1 км в сторону от 162 км трассы Москва-Симферополь, 4 км к востоку от н. п. Тесницкое.
Тесницким полигон назван по одноимённому лесному массиву в Тульской области. Во время Великой Отечественной войны на этой территории находились Тесницкие военные лагеря (военно-учебные лагеря).

## История расследования расстрелов
В конце 80-х годов по всей России начались поиски мест захоронений жертв сталинских репрессий. В Тульской области к этой работе подключились следователи областной прокуратуры, сотрудники УФСБ и активисты тульского отделения общества «Мемориал».

Это была непростая работа. Мы ведь обычно расследуем уголовные дела, чтобы назвать виновного и отдать под суд. Здесь же перед нами стояла иная задача. Найти, чтобы знать, а не обвинять. Два года ушло на изучение архивных документов, поиск очевидцев, на допросы людей, причастных к массовым расстрелам.— Валерий Васильевич Игнашин, возглавлявший в 1989—1991 гг. следственную бригаду прокуратуры Тульской области по расследованию обстоятельств массовых расстрелов конца 30-х годов
Из материалов заключения прокуратуры:

"Для выполнения специальных заданий при УНКВД создавались оперативные группы из числа сотрудников аппарата, в том числе внутренней тюрьмы.
При беседе с одним из них, являвшимся водителем спецмашины, было установлено, что массовые расстрелы и захоронения жертв политических репрессий производились в лесном массиве в районе Тесницких лагерей. Эти места им затем были показаны.
Захоронение в указанном районе репрессированных лиц подтвердил бывший работник спецгруппы М.
В процессе осмотра леса (Тесницкое военное лесничество) в районе 162 км автодороги Москва — Симферополь), на участке с размером 100×150 м обнаружены 22 неглубокие впадины, без травяного покрова и кустарников. Некоторые из них частично затоплены водой. Углубления в земле выражены нечётко. Размер впадин — 4х4, 5×5 м.
Из объяснений Ф. видно, что с конца 1936 г. по 1939 г. он нес службу (охрана объекта) в лесном массиве в районе Тесницких лагерей. Наибольшее число расстрелов приходилось на период 1937—1938 гг.

Расстреливали только ночью. Могилы готовили заренее. Каждая размером 4×4 м и глубиной 2.5 — 3 м. Заключенных вывозили в лес на машинах по 15 — 20 человек. Заключенных выводили по одному и на краю могилы расстреливали. В основном это были политические. Расстрел производили лица из аппарата УНКВД. При этом ни врачи, ни прокуроры, ни другие лица не присутствовали.— 
В процессе расстрела находившиеся сотрудники УНКВД вели стрельбу из оружия в целях имитации в указанном районе стрелкового полигона, тем самым скрывая производство массовых расстрелов.
На территории полигона насчитали более 100 могильных рвов. По неполным данным, в них находятся останки не менее 2500 человек. Поименные списки захороненных не обнаружены, но известны отдельные имена.
В 2019 году Тесницкий полигон стал объектом культурного наследия.

## Мемориал и храм на территории полигона
Внешне мемориал устроен очень скромно. Нет указателя с главной дороги — не знающий просто проедет мимо. На территории мемориала стоят памятный камень, небольшой храм во имя Новомучеников и исповедников Церкви Русской и несколько разрозненных крестов и табличек в память о людях, пострадавших на этом месте.
Богослужения в храме совершаются редко, в определённые дни года. По установившейся в последние годы традиции Литургию в храме служат один раз в год: 16 сентября, в день памяти Тульских новомучеников. Кроме этого дня, панихиды могут служить в связанные памятные даты: в день Собора Новомучеников и исповедников Церкви Русской и 30 октября в День памяти жертв политических репрессий.

### История обустройства мемориала
26 августа 1994 года «Мемориал» с помощью областной администрации произвёл прилюдное перезахоронение части обнаруженных останков и рядом с ним заложил камень известняка — основу будущего памятника. Панихиду и освящение памятного камня совершил архимандрит Кирилл (Наконечный).
В 2011 году вместо разрушившегося куска известняка администрация Ленинского района установила гранитный камень на постаменте, обложенном мраморными плитами.
Часовня была заложена летом 2001 году. Уже в декабре этого же года был построен небольшой храм из серого силикатного кирпича. Активное участие в процессе строительных работ приняли глава Ленинского района Самошин А.А, депутат Иванцов М. Е. и другие. Строительство велось на спонсорские средства предприятий района.
Зимой 2002 года прошла торжественная церемония освящения часовни во имя Новомучеников и исповедников Церкви Русской. А 16 сентября 2002 года впервые совершена Божественная литургия.

Однако только 16 сентября 2009 года впервые сам глава тульской митрополии, митрополит Тульский и Ефремовский Алексий (Кутепов) совершил в храме Божественную литургию.

### Дальнейшее обустройство мемориалла
В 2017 году в прессе появилась информация о реконструкции мемориала по инициативе губернатора Тульской области Алексея Дюмина.
По проекту реконструкции ранее установленные памятные знаки предлагалось демонтировать и перенести, что вызвало непонимание у людей, ранее обустраивающих мемориал. Однако на 2020 год мемориал так и не был обустроен.

## Известные люди, расстрелянные на Тесницком полигоне
- Черкес Яков Исаакович (1873—1938) — юрист, присяжный поверенный округа Московской судебной палаты и присяжный стряпчий Московского коммерческого суда[6], управляющий табачной фабрики «Ява». Отец советского художника-мультипликатора Д. Я. Черкеса. Арестован в 1937 году и расстрелян 7 апреля 1938 года[7][8].